# Latikalaid
Latikalaid ist eine unbewohnte Insel, 290 Meter von der größten estnischen Insel Saaremaa entfernt. Die Insel liegt in der Landgemeinde Saaremaa im Kreis Saare. Sie liegt in der Bucht Saastna laht im Kahtla-Kübassaare hoiuala.
Latikalaid ist 240 Meter lang und 190 Meter breit.